# Smolarnia (gromada)
Smolarnia – dawna gromada, czyli najmniejsza jednostka podziału terytorialnego Polskiej Rzeczypospolitej Ludowej w latach 1954–1972.
Gromady, z gromadzkimi radami narodowymi (GRN) jako organami władzy najniższego stopnia na wsi, funkcjonowały od reformy reorganizującej administrację wiejską przeprowadzonej jesienią 1954 do momentu ich zniesienia z dniem 1 stycznia 1973, tym samym wypierając organizację gminną w latach 1954–1972.
Gromadę Smolarnia z siedzibą GRN w Smolarni utworzono – jako jedną z 8759 gromad na obszarze Polski – w powiecie pilskim w woj. poznańskim, na mocy uchwały nr 38/54 WRN w Poznaniu z dnia 5 października 1954. W skład jednostki weszły obszary dotychczasowych gromad Rychlik i Smolarnia oraz miejscowości Straduń i Straduński Młyn z dotychczasowej gromady Straduń ze zniesionej gminy Siedlisko w tymże powiecie i województwie, a także obszar dotychczasowej gromady Przyłęg ze zniesionej gminy Mielęcin w powiecie wałeckim w woj. koszalińskim. Dla gromady ustalono 9 członków gromadzkiej rady narodowej.
1 stycznia 1959 powiat pilski przemianowano na powiat trzcianecki.
Gromadę zniesiono 1 stycznia 1960, a jej obszar włączono do nowo utworzonej gromady Trzcianka w tymże powiecie.